# سرو توزگل
سرو توزگل (به اسپانیایی: Volcán Tuzgle) یک آتشفشان چینه‌ای در آرژانتین است که در استان خوخوی واقع شده‌است. سرو توزگل ۵٬۴۸۶ متر بالاتر از سطح دریا واقع شده‌است.